# Ramón Jaén
Ramón Jaén Fuentes (Elche, 1883-Berkeley, 1919) fue un escritor, traductor y profesor español.

## Biografía
Nacido el 30 de abril de 1883 en la localidad alicantina de Elche, publicó obras como La oración del huerto (novela, Madrid, 1908), Por tierras de Castilla (1914), El Camino de Don Quijote (traducción de August F. Jaccaci) y Guía espiritual de España (Segovia, 1918). Falleció el 26 de marzo de 1919 en Berkeley, California, donde trabajaba como profesor.